# Operațiune neagră
Operațiune neagră este o acțiune secretă a unui guvern, a unei agenții guvernamentale, a unei organizații militare, a unei organizații, a unei corporații etc care este plănuită și dusă la îndeplinire în așa fel încât identitatea celor care au inițiat-o să nu poată fi descoperită.